# Vilan, Kristianstad
Vilan är sedan 1941 en stadsdel i Kristianstad, väster om Helge å. Norr om Vilan ligger våtmarksområdet Härlövs ängar, i öster avgränsas Vilan av  Helge å, i syd av Europaväg 22. Väster om Vilan ligger först bostadsområdet Odal och sedan det lite yngre bostadsområdet Charlottesborg. Båda ingick en i byn Härlöv. Namnet Långebro är egentligen bron över Helge å men används också för stadsdelen Vilans östligaste del närmast Helge å.
Området Vilan i Kristianstad har blivit ett verksamhetsområde med närhet till Kristianstads centrum mindre än en kilometer från Lilla Torg. Området ligger naturnära intill Helge å och i anslutning till ett våtmarksområde. Vilan hade tidigare bostäder insprängda i verksamhetsområdet främst av villor, radhus och lägenheter men många av husen revs under åren 1970-1990. Bostäderna inom området ligger nu främst på Odalområdet och i området Charlottesborg längre västerut.

## Administrativ historia
Vilan var beläget i Norra Åsums socken och ingick efter kommunreformen 1862 i Norra Åsums landskommun. I denna inrättades för orten den 4 november 1887 Vilans municipalsamhälle. Landskommunen och orten uppgick 1941 i Kristianstads stad, varvid municipalsamhället upplöstes. Orten ingår sedan 1971 i Kristianstads kommun.

### Befolkning
| Befolkningsutvecklingen i Vilan 1900–1900     | Befolkningsutvecklingen i Vilan 1900–1900 | Befolkningsutvecklingen i Vilan 1900–1900 | Befolkningsutvecklingen i Vilan 1900–1900 | Befolkningsutvecklingen i Vilan 1900–1900 |
| --------------------------------------------- | ----------------------------------------- | ----------------------------------------- | ----------------------------------------- | ----------------------------------------- |
|                                               |                                           |                                           |                                           |                                           |
| År                                            |                                           |                                           | Folkmängd                                 |                                           |
| 1900                                          | 1900                                      |                                           | 693                                       | †                                         |
| † Befolkning runt ett municipalsamhälle 1900. |                                           |                                           |                                           |                                           |

## Vilan omkring 1930
Vilan var ett municpalsamhälle i Kristianstad län i Norra Åsums kommun. Samhället ingick i Väs landsfiskaldistrikt, Tollarps fögderi samt Gärds och Albo domsaga, Gärds härads väghållnings-distrikt. Municipalsamhället inrättades den 4 november 1887. Samhället var förort till Kristianstad, beläget omedelbart väster om Helge å. Flera industriella anläggningar fanns, såsom mekaniska verkstäder, gjuteri och bryggeri.
I Vilan låg Långebro järnvägsstation på linjen Kristianstad– Brösarp. Orten hade tio busslinjer: Vinslöv–Önnestad–Kristianstad, Vinslöv–Nävlinge–Kristianstad, Rickarum –Träne –Kristianstad, Skättilljunga – Tollarp –Kristianstad, Kilhult – Kristianstad (onsd., lörd.), Degeberga–Everöd–Kristianstad, Huaröd–Kristianstad, Vittskövle–Kristianstad, Olseröd–Kavrö–Kristianstad och Åhus–Kristianstad  med postbefordran.
Landarealen var 48 hektar 1931 och folkmängd var 1921 1842 personer och 1931  1724. Taxeringsvärde  för skattepliktiga fastighet var 1930 för jordbruksfastigheter 5 500 kr i tomt-och industrivärde samt för andra fastigheter 2 539 800. Taxeringsvärde för skattefria fastigheter var 1930 för andra fastigheter tillhörig kommuner  med flera 51 000 kr., varav folkskola 15 000. Till kommunal inkomstskatt taxerad inkomst 1930: svenska aktiebolag och solidariska bankbolag 19 960 kr., andra skattskyldiga 1 283 000. Antal skattekronor 1931: 9 076. Municipalskatt  var 1931: 1,00 kr. Tillgångar  den 31/12 1928 var 31547 kr., varav fastigheter 25 800. Skulder vid samma tid 20 369 kr.

## Vilans historia
Vilan fick namn efter att de bommar som fanns i början på 1900-talet, Många vilade sig före de kunde börja färden till Kristianstads centrum. När Vilan inkorporerades i Kristianstad innebar detta att Vilan blev en stadsdel som planerades av Kristianstad. Riksvägen längs Långebrogatan genom Vilan orsakade problem som inte löstes av den nya motorvägen för E22 som drogs söder om Vilan men trafiken på Långebrogatan blev fortsatt hög. Härlövsängaleden till Näsby var ytterligare ett försök av avlasta trafiken i området.
Vilan var i slutet av 1800-talet ett samhälle med bostäder och mindre hantverksföretag. Hvilans mekaniska verkstad tillverkade då mest lantbruksmaskiner, apparater för brännerier och stärkelsefabriker, ångpannor och ångmaskiner.  Vilan inkorporerades 1941 och då  fanns också Långebro Mekaniska verkstäder, Anders Perssons Kemiska tvättanstalt, Hanséns verkstäder, Kristianstads-Blekinge Slakteriförening. Totalt var omkring 400 anställda i verksamheter som låg på Vilan 1937. Vilan saknade ett uttalat centrum och dominerades av genomfartsleden Långebrogatan. 1967-1969 byggde HSB lägenheter på Odalområdet i västra Vilan och lite senare byggdes Charlottesborgsområdet 1971-1978. Odalsområdet byggdes sedan ut med fler bostäder 1989-92. Då byggdes 907 lägenheter och 34 småhus. På Vilan låg Långebro station för järnvägstrafik som senare lagts ner. Långebrogatan byggdes redan när Kristianstad anlades 1614. Den byggdes på en bank med utfyllnadsmaterial på ett höglänt stråk. Leden fick namnet Långebro eftersom det var just en lång bro, 470 meter lång. Vilan och Härlövs ängar ville staden exploatera på 1960-talet. Området sågs som ett vattensjukt sumpområde som skulle fyllas ut genom att deponera sopor på Härlövs ängar.

## Industrihistorik
Den största industrin på Vilan var  under 1900-talets början Hvilans mekaniska verkstad som var verksamt från 1881 till 1980 då namnet försvann då företaget övertogs av finska företaget Kone. Med över 100 anställda i början av 1900-talet var Hvilans ett av Kristianstads största företag. På 1960-talet hade företaget 250 anställda. 1903 i samband med en strejk på Hvilans mekaniska bildades Långebro mekaniska verkstad.
På industriområdet grundades 1917 Kristianstad Blekinge läns slakteriförening som dock gick¨i konkurs 1925. Samma år startas då Kristianstadsortens nya slakteriförening (KNS). 1933 ingår företaget i Sveriges Slakteriförbund. 1935 blir företaget åter Kristianstad Blekinge Slakteriförening (KBS). 1964 byggs nuvarande slakteribyggnaden. KBS går samman med Scanek 1988 och fusionerar med Scanek 1990. 1999 bildade alla svenska bondeägda slakterier utom KLS i Kalmar Swedish Meats. 2007 döps företaget om till HK Scan. 2019 hade Scan 700 anställda och var Kristianstads största privata arbetsgivare.
Kronfågel hade ett slakteri i Kristisanstad på Vilan från 1968 till 2011. Då sades 175 anställda upp varav 150 var kollektivanställda livsmedelsarbetare i Kristianstad. Lantmännen Kronfågel koncentrerade all sin produktion till anläggningen i Valla utanför Katrineholm. Företagets två anläggningar hade båda gått på halvfart vilket varit mindre effektivt.

## Utbildning
Vilans nya skola invigdes 1 sept. 1927. Den kom att fungera som skola under 80 år. Vilans skola var skola för åk 1-4 till 2008 då den lades ner. Eleverna flyttades till Helgedalskolan och Härlövsskolan som efter ombyggnad heter Slättängsskolan. Efter nedläggning blev Vilans skola centrum för SFI. 2009 öppnade verksamheten Slussen för att ta emot nyanlända flyktingfamiljer i Kristianstad. 2017 hade skolan problem med kriminella gäng och narkotikaförsäljning och fritidsgården på platsen lades ner.

## Religiösa samfund
Fyra olika samfund har lokaler på Vilan i form av kyrkor och församlingshem, däribland Svenska kyrkan (Vilans kyrka). Jesu Kristi Kyrka av Sista Dagars Heliga byggde 2006 ny kyrka på Vilan till en kostnad av 15 miljoner. Församlingen grundaders i Kristianstad 1853. Den Helige Demetrios Ortodoxa Församling har en kyrka på Vilan i Kristianstad med verksamhet inriktad på södra Sverige. Längre västerut på Vilan finns Odalkyrkan som ligger på gränsen till Charlottesborgsområdet och tillhör Equmeniakyrkan. Odalkyrkan byggdes 1988.

## Idrott
Vilan har en idrottsplats Vilans IP Här spelade fotbollsklubben Kristianstads DFF i damallsvenskan sina hemmamatcher före 2018. På idrottsplatsen fanns tidigare banor för friidrott som nyttjades av KFUM Kristianstad och av skolidrotten i Kristianstad. Vilans BoIF spelade på Vilans IP fram till dess hopslagning med IFK Kristianstads fotbollssektion inför 1990 års säsong, då Kristianstads FF bildades.